# Pawżole
Pawżole (lit. Paąžuoliai) − wieś na Litwie, w rejonie wileńskim, 6 km na wschód od Duksztów, zamieszkana przez 52 ludzi.

## Historia
W dwudziestoleciu międzywojennym leżało w Polsce, w województwie wileńskim, w powiecie wileńsko-trockim, w gminie Mejszagoła.
Po II wojnie światowej w granicach Związku Sowieckiego. Od 1991 na niepodległej Litwie.